# Karacena

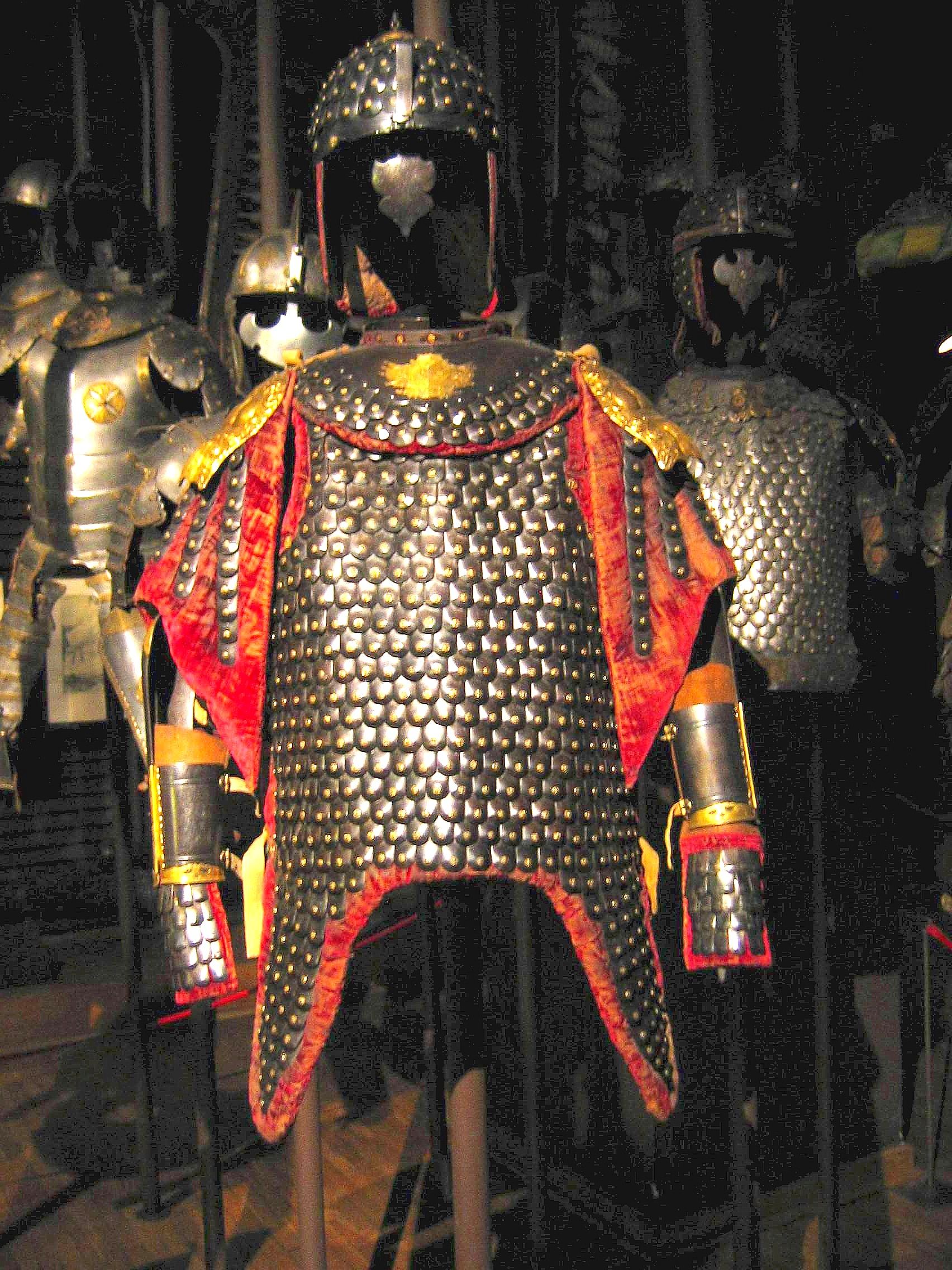
En typisk karacenarustning

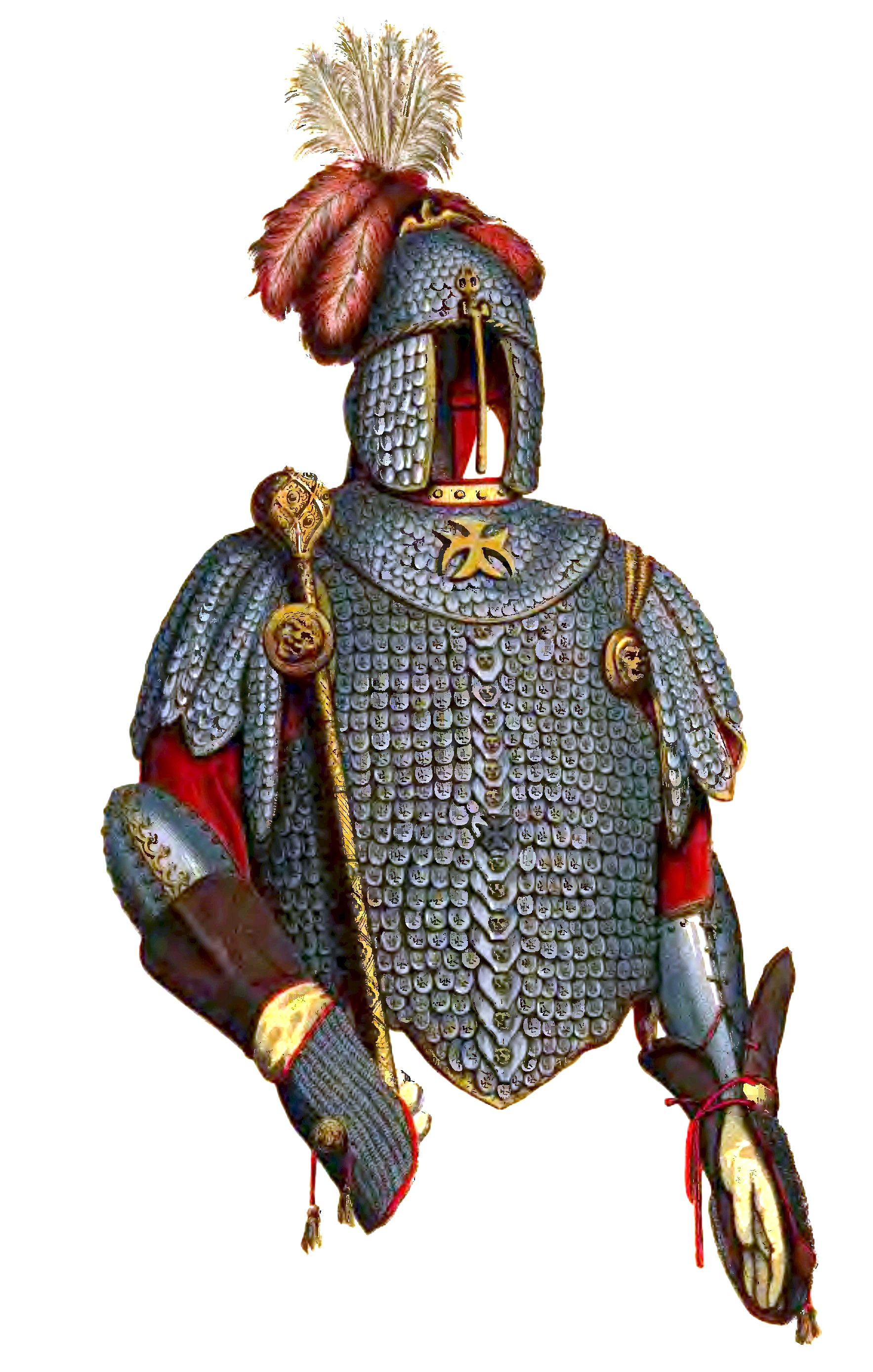
En typisk karacenarustning

Karacena var en typ av pansar som användes av den polska adelns ålderdomliga men färgsprakande kavalleri ända fram till 1700-talet. Skyddsvapnet påminner starkt om det pansar som tatarena och mongolerna använde under Djingis Khans och Kublai Khans tid som i sin tur inspirerades av kineserna. Enligt Peter Englund (i boken Den oövervinnerlige) var det en slags imitation av hur man trodde att de romerska eller sarmatiska rustningarna såg ut och de var prydda med mytologiska monsterhuvuden, var mycket dyra att tillverka och gav ett dåligt skydd.

## Konstruktion
På en stomme av läder syddes små metallplattor fast, detta för att förhindra att pilar skulle tränga igenom och orsaka skada eller död. Skydd mot de musköter svenskarna använde under Karl X Gustavs tid och intåg i Polen 1655 var dock ytterst ringa.